# Arenivaga floridensis
Arenivaga floridensis es una especie de cucaracha del género Arenivaga, familia Corydiidae, orden Blattodea.

## Distribución
Se distribuye por América del Norte: en los Estados Unidos.

## Taxonomía
Fue descrita por Caudell en 1918 y publicada en Caudell. 1918. Proceedings of the Entomological Society of Washington 20.